# 里奇希爾 (密蘇里州)
里奇希爾（英語：Rich Hill）是位於美國密蘇里州貝茨縣的城市。

## 人口
根據2020年美國人口普查的數據，里奇希爾的面積為3.56平方千米，當中陸地面積為3.54平方千米，而水域面積為0.02平方千米。當地共有人口1232人，而人口密度為每平方千米346人。